# Alfred Henschke
Alfred Henschke, ps. Klabund (ur. 4 listopada 1890 w Krośnie Odrzańskim, zm. 14 sierpnia 1928 w Davos) – dramaturg i poeta niemiecki.
Jego pseudonim pochodził od słów der Klabautermann i der Vagabund. W wieku 16 lat zachorował na gruźlicę płuc, zmarł przedwcześnie w wieku 38 lat.

## Główne utwory
- dramat Kredowe koło (Der Kreidekreis, 1925)
- powieść sowizdrzalska Bracke (1918)
- powieść Rasputin (1928/1929)
- powieść Borgia (1928)
- tomik poetycki Jutrzenka (Morgenrot, 1913)
- drobne utwory liryczne i proza